# سالاش نوچایسکی
سالاش نوچایسکی (به صربی: Salaš Noćajski) یک منطقهٔ مسکونی در صربستان است که در Sremska Mitrovica Municipality واقع شده‌است. سالاش نوچایسکی ۱٬۸۷۹ نفر جمعیت دارد.